# Sint Philipsland (Ort)
Sint Philipsland (seeländisch Flupland) ist ein Ortsteil der Gemeinde Tholen in der niederländischen Provinz Zeeland, der 2700 Einwohner zählt und sich auf der gleichnamigen Halbinsel Sint Philipsland befindet.
Bis zur Eingemeindung nach Tholen 1995 war Sint Philipsland eine selbständige Gemeinde.

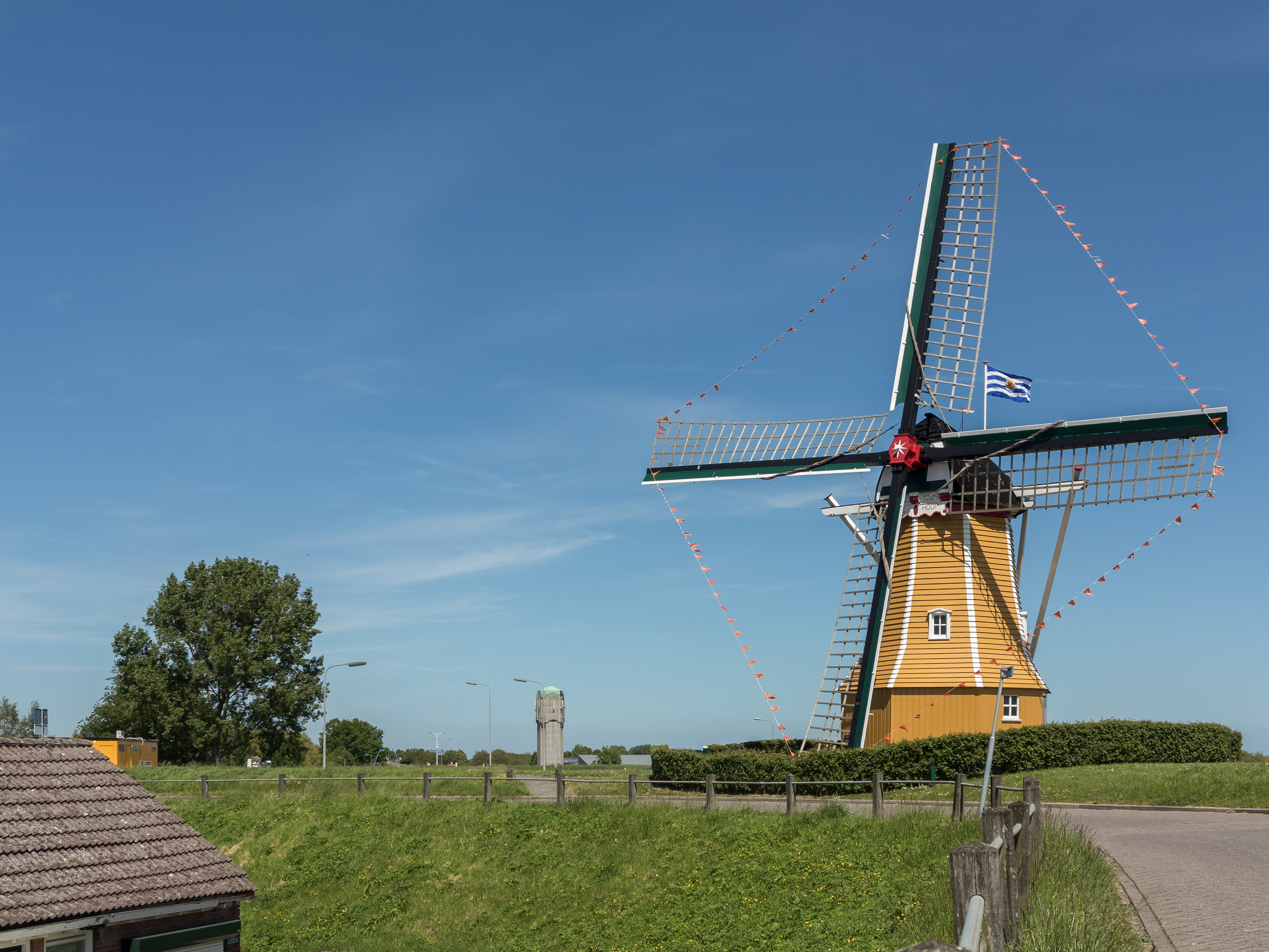
Mühle: korenmolen de Hoop
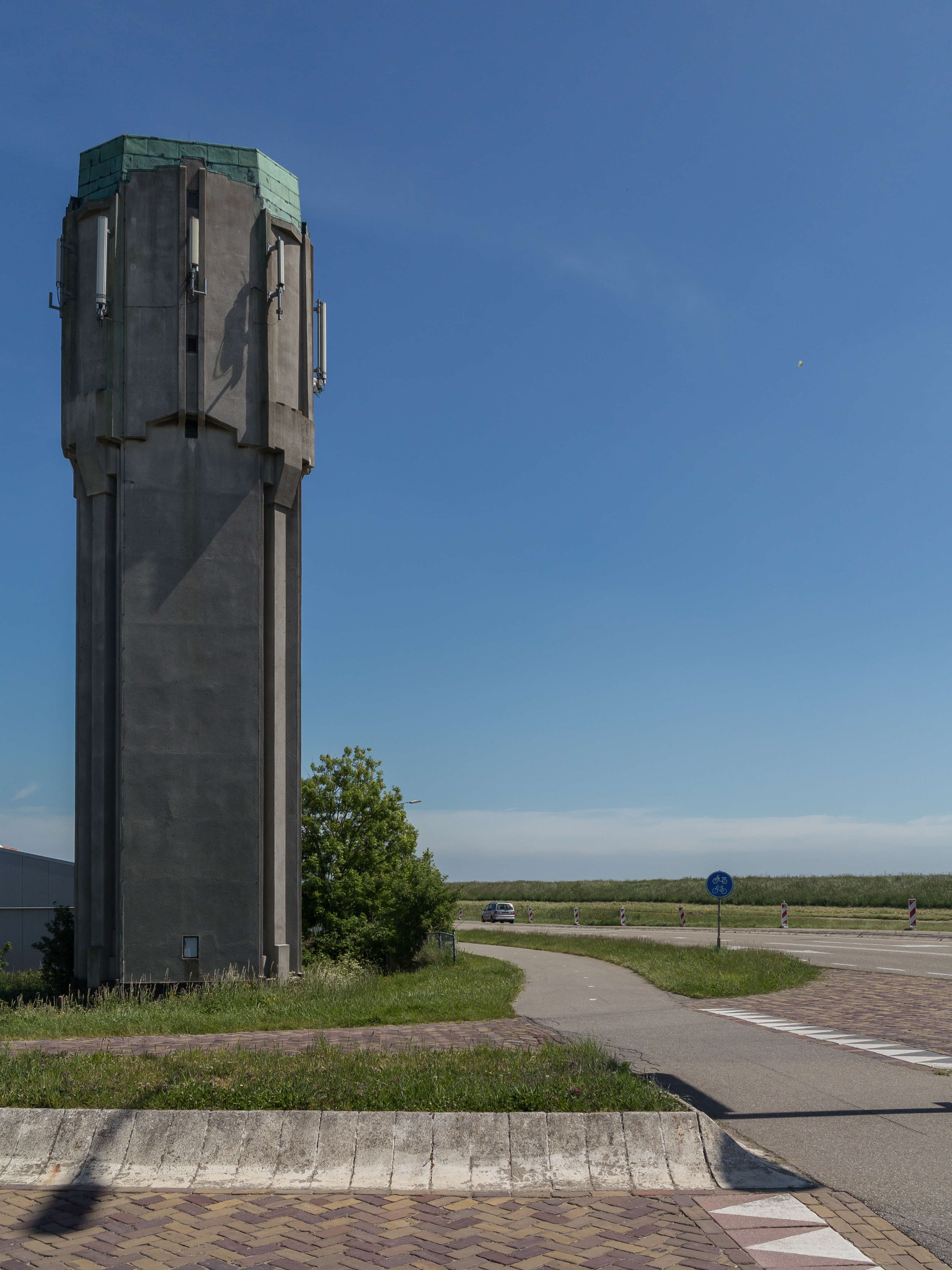
Wasserturm
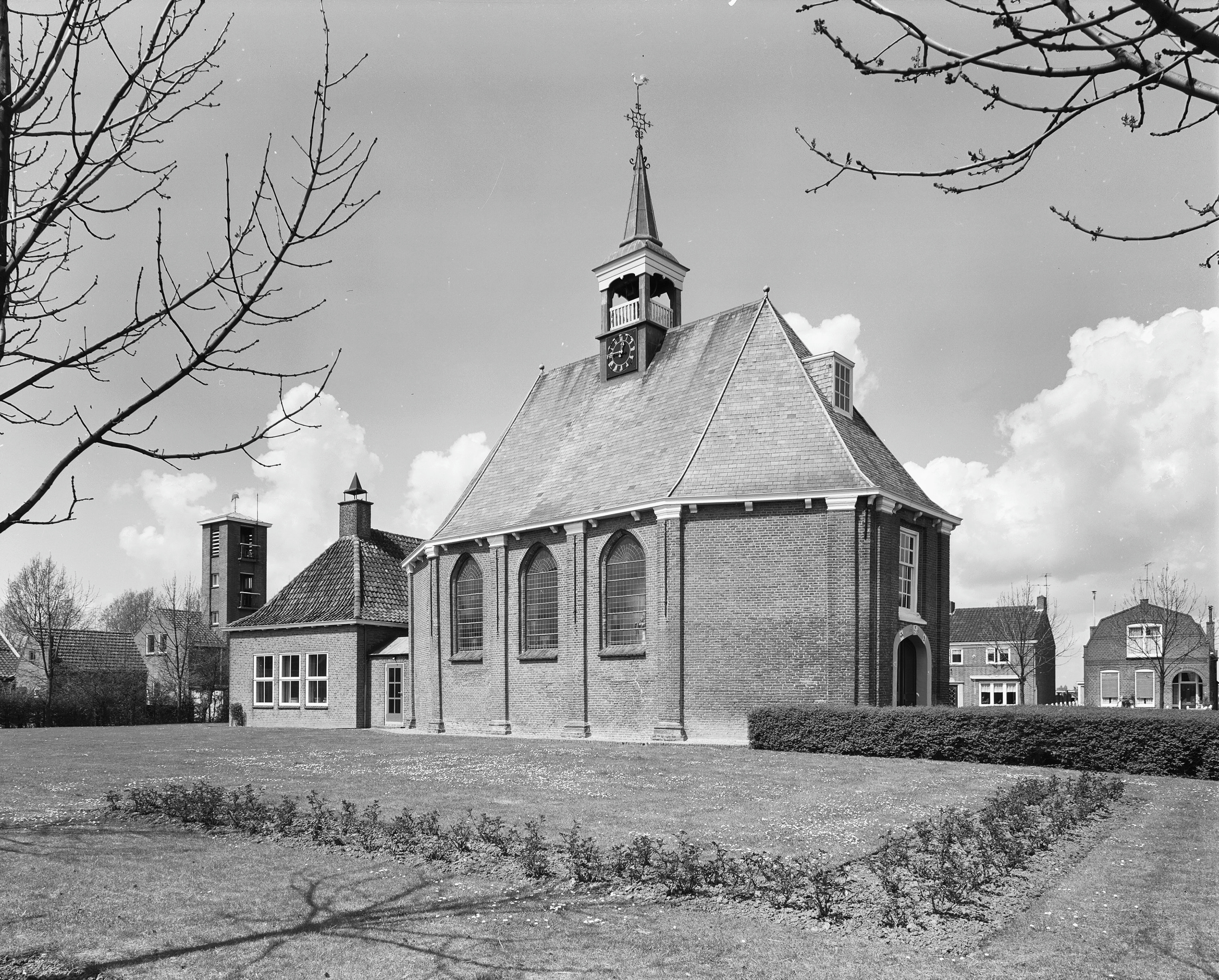
Saalkirche von 1668